# کاظم نوسیرو
کاظم نوسیرو (انگلیسی: Kazeem Nosiru؛ زادهٔ ۲۵ نوامبر ۱۹۷۴) یک بازیکن تنیس روی میز اهل نیجریه است. 
وی در مسابقات کشوری و بین‌المللی در مجموع برنده ۲ مدال نقره، ۱ مدال برنز شده‌است.